# 勒蒙泰伊 (康塔尔省)
勒蒙泰伊（法語：Le Monteil，法語發音：[lə mɔ̃tɛj]）是法国康塔尔省的一个市镇，属于莫里亚克区。

## 地理
勒蒙泰伊（45°17'53"N, 2°29'58"E）面积23.47 平方千米，位于法国奥弗涅-罗讷-阿尔卑斯大区康塔爾省，该省份为法国中南部省份，位于法國中央高原中心，北起科雷兹省、上盧瓦爾省和多姆山省，西接洛特省和科雷兹省，南至阿韦龙省和洛特省，东临上盧瓦爾省和洛泽尔省。
与勒蒙泰伊接壤的市镇（或旧市镇、城区）包括：奥泽尔、默内、拉蒙斯利、赛涅、索瓦、特里扎克、沃布雷。

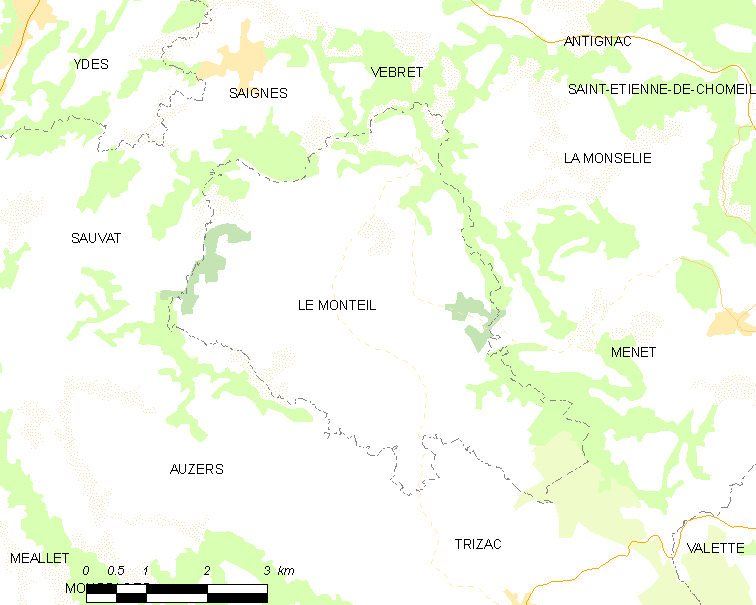
的OSM定位图

勒蒙泰伊的时区为UTC+01:00、UTC+02:00（夏令时）。

## 行政
勒蒙泰伊的邮政编码为15240，INSEE市镇编码为15131。

## 政治
勒蒙泰伊所属的省级选区为伊德县。

## 人口

1962-2008年间人口变化图示

勒蒙泰伊于2022年1月1日时的人口数量为269人。